# Narvi (satèl·lit)
Narvi, també conegut com a Saturn XXXI (designació provisional S/2003 S 1), és un satèl·lit natural de Saturn. Va ser descobert el 2003 per un equip d'astrònoms liderat per Scott S. Sheppard.
Narvi té uns 6,6 quilòmetres de diàmetre i orbita Saturn a una distància mitjana de 19.371.000 km en 1006,541 dies, amb una inclinació de 137° respecte a l'eclíptica (109° respecte a l'equador de Saturn), en direcció retrògrada i amb una excentricitat orbital de 0,320.
Narvi va ser anomenat el gener del 2005 en honor de Narvi, de la mitologia nòrdica.